# Cañón del Zopilote
Cañón del Zopilote är en kanjon i Mexiko.   Den ligger i delstaten Guerrero, i den södra delen av landet, 180 km söder om huvudstaden Mexico City. Cañón del Zopilote ligger 840 meter över havet.
Terrängen runt Cañón del Zopilote är lite bergig. Runt Cañón del Zopilote är det ganska glesbefolkat, med 42 invånare per kvadratkilometer. Närmaste större samhälle är Mezcala, 11,5 km norr om Cañón del Zopilote. I omgivningarna runt Cañón del Zopilote växer huvudsakligen savannskog.